# Salix cathayana
Salix cathayana — вид квіткових рослин із родини вербових (Salicaceae).

## Морфологічна характеристика
Це кущ 1.5 метра заввишки; сильно розгалужений. Гілочки коричневі чи сірувато-коричневі; молоді гілочки запушені. Листкова ніжка 2–5 мм, волосиста; листкова пластинка еліптична чи еліптично-ланцетна, 1.5–5.2 × 0.6–1.5 см, абаксіально (низ) сиза й гола, адаксіально тьмяно-зелена й іноді запушена, обидва кінці тупі чи гострі, край цільний. Чоловіча сережка 20–35 × 5–8 мм, густо-квіткова; жіноча сережка 2–3(5) см, густо-квіткова. Коробочка майже куляста, сидяча чи майже так.

## Середовище проживання
Північно-Центральний, Південно-Центральний і Південно-Східний Китай. Населяє зарості на схилах гір, долинах; на висотах 1800–3000 метрів.